# Lett Tudományegyetem

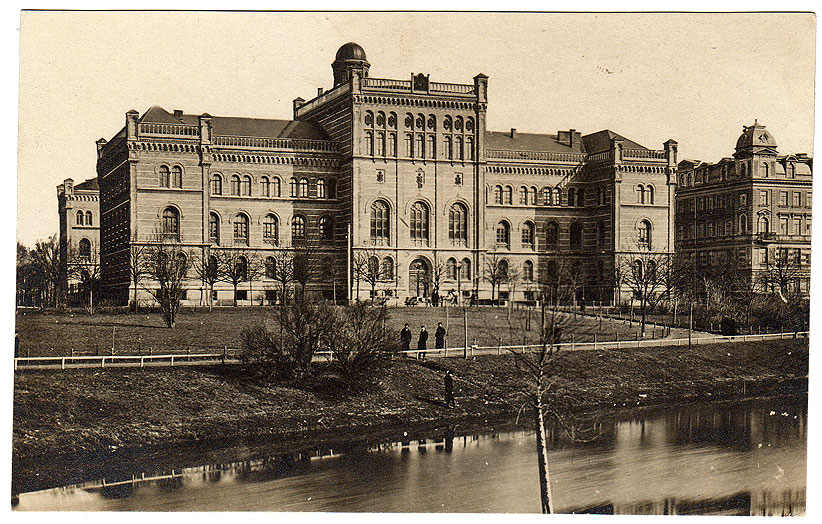
A Lett Egyetem főépülete Rigában

A Lett Tudományegyetem (Latvijas Universitāte /Universitas Latviensis), mint lett nemzeti egyetem a megalapítása óta a lett nemzeti identitás, függetlenség és kultúra szimbóluma. Különösen fontos szerepet játszott a szovjet időkben a lett nyelv és kultúra ápolásában.

## Az első Lett Köztársaság ideje
A Lett Tudományegyetemet Lettország függetlenné válást követően a Lett Köztársaság Kormánya 1919. szeptember 28-án hozta létre. Ez a történelem első felsőfokú oktatási intézménye, amely lett nyelven végzi oktatómunkáját. Első elnevezése: A Legmagosabb Lett Iskola (Latvijas Augstskola) volt. A ma is használatos Lett Tudományegyetem (Latvijas Universitāte / Universitas Latviensis) elnevezést az egyetem 1923-ban kapta.

## A második Lett Köztársaság ideje
A Lett Tudományegyetem jelenlegi alkotmányát 1991. szeptember 18-án fogadták el. A Lett Tudományegyetem az Európai Unió szabványainak megfelelő oktatási struktúrával rendelkezik, és aktívan vesz rész a különböző uniós kutatási és oktatási programokban. (Szókratész-program). Az oktatás nyelve lett. A Lett Tudományegyetem Lettország legnagyobb oktatási intézménye. Az egyetem 13 karán közel 25 000 hallgató tanul.

## Egyetemi karok
- Biológiai Kar
- Filológiai Kar
- Fizikai és Matematikai Kar
- Jogtudományi Kar
- Kémiai Kar
- Közgazdaságtani és Menedzsment Kar
- Modern nyelvek Kara
- Orvostudományi Kar
- Pedagógiai és Pszichológiai Kar
- Társadalomtudományi Kar
- Teológiai Kar
- Térképészeti és Földtudományok Kara
- Történelem és Filozófia Kar